# Edmund Stanisław Knoll-Kownacki
Edmund Stanisław Knoll-Kownacki, poljski general, * 1891, † 1953.